# Colitis pseudomembranosa
La colitis pseudomembranosa es una inflamación del colon (colitis) que se produce cuando, en determinadas circunstancias, la bacteria llamada Clostridium difficile lesiona el órgano mediante su toxina y produce diarrea  y aparición en el interior del colon de unas placas blanquecinas llamadas pseudomembranas. Casi siempre aparece en personas tratadas previamente con antibióticos, y en personas debilitadas ingresadas en hospitales o residencias de ancianos. La enfermedad se caracteriza por una diarrea, a veces de olor fétido, fiebre y dolor abdominal y puede llegar a ser grave y en algunos casos mortal (6-30%)

## Causas
El uso de casi cualquier antibiótico, pero especialmente de los antibióticos de amplio espectro, tales como las quinolonas, la clindamicina y las cefalosporinas, causa que la flora bacteriana normal del intestino se altere. En especial, cuando el antibiótico destruye a bacterias competitivas en el intestino, cualquier organismo restante tendrá menor competencia por el espacio y los nutrientes del colon. El efecto neto es el de permitir un crecimiento de mayor extensión que ciertas bacterias normalmente allí presentes. Clostridium difficile es una de esas bacterias, que además de  proliferar en el intestino, también elabora una toxina, responsable de la diarrea que caracteriza a la colitis pseudomembranosa.

## Diagnóstico y tratamiento

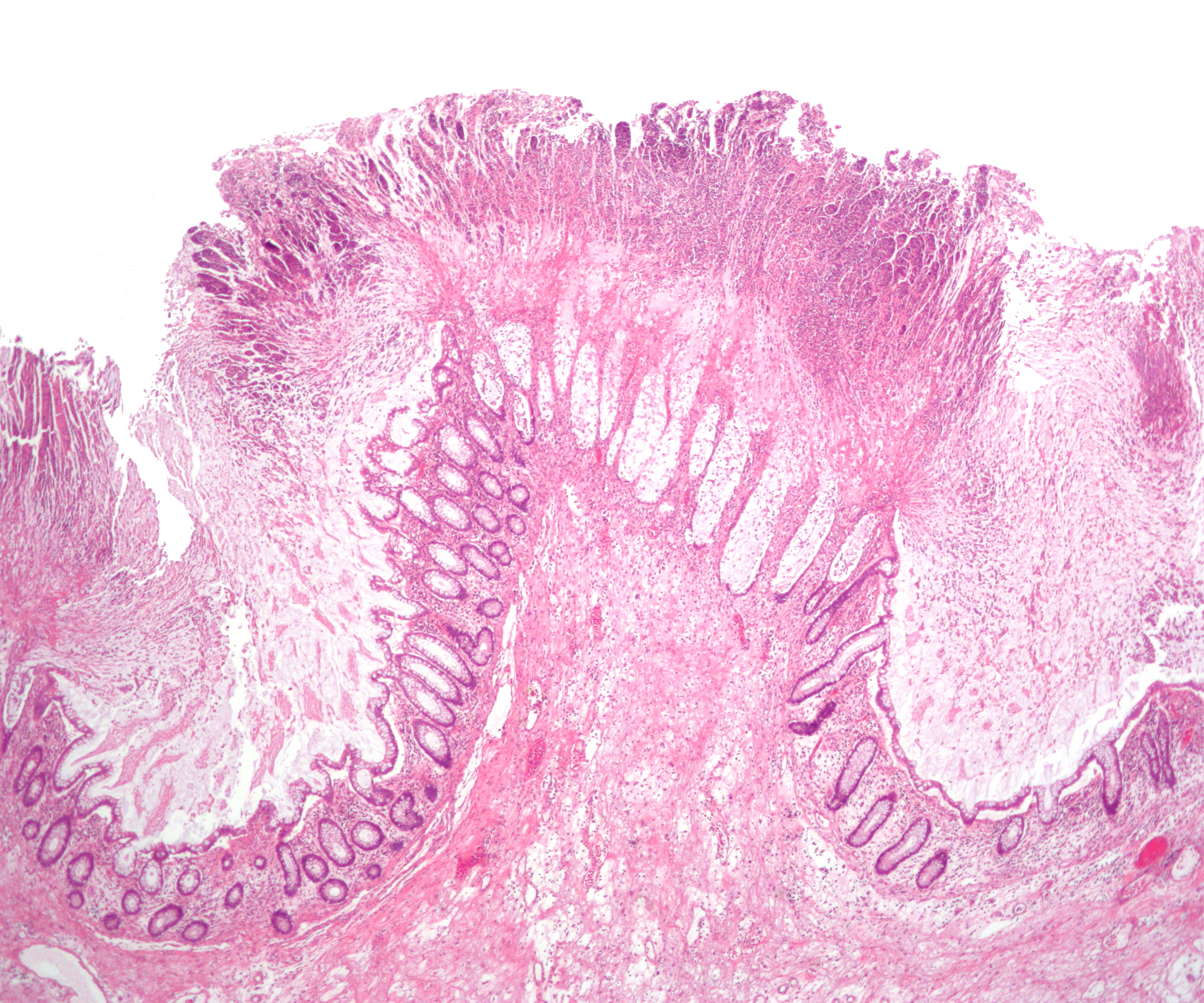
Pseudomembranas.

Lo más importante es la prevención: que el personal que atiende a personas encamadas o débiles, se lave bien las manos (basta con un jabón normal). Si aparece, se diagnostica mediante la determinación en heces de la toxina del C. difficile. Si hay duda, una colonoscopia puede mostrar las placas típicas de la enfermedad,
El tratamiento consiste en la administración de un antibiótico contra C. difficile, generalmente metronidazol o vancomicina, en cualquier caso por vía oral. Últimamente también está disponible la rifaximina.